# Утёсы Мохер
Утёсы Мо́хер (ирл. Aillte an Mhothair, англ. Cliffs of Moher) — клиф в Ирландии, на берегу Атлантического океана, в графстве Клэр. Находятся примерно в 3 километрах к западу от деревни Лисканнор.
Высота утёсов — около 120 метров у Хэгс Хед (англ. Hag's Head, ирл. Ceann na Cailleach), и 214 метров в 8 километрах севернее, к башне О’Брайана. Вид с утёсов привлекает ежегодно около миллиона туристов — в 2006 году утёсы были признаны самой популярной у туристов достопримечательностью в Ирландии. На утёсах в феврале 2007 года был открыт экологически чистый (выглядящий как холм, покрытый травой) комплекс для туристов. Этот центр, The Cliffs of Moher Visitor Experience, получил награду Interpret Britain & Ireland Awards 2007 Ассоциации интерпретации наследия (Association of Heritage Interpretation) как «один из лучших объектов, который когда-либо видело жюри».

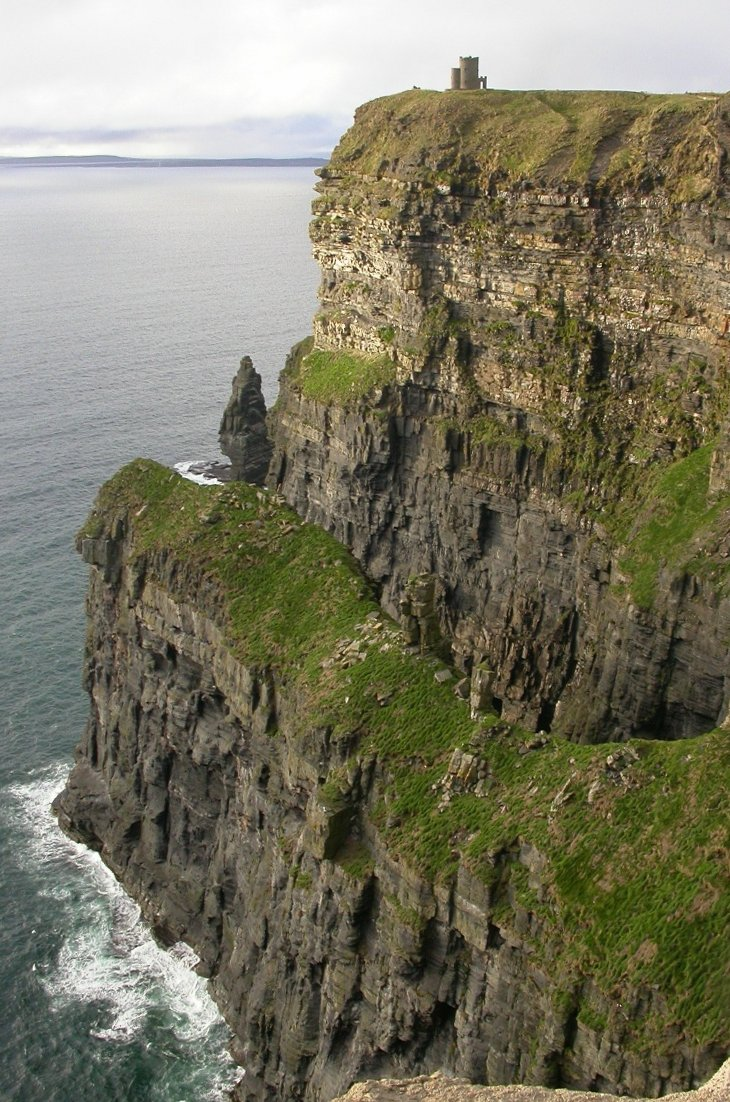
Башня О’Брайана на вершине утёсов Мохер. Вдали видны Аранские острова.

В ясные дни с утёсов видны Аранские острова и долины Коннемары.
Башня О’Брайана — круглая каменная башня, построенная в 1835 году потомком Бриана Бору сиром Корнелиусом О’Брайаном в качестве смотровой площадки для туристов, которые уже тогда облюбовали утесы Мохер.
Основа утёсов — намюрские сланцы и песчаники. На утёсах живёт около 30 тысяч птиц 20 видов, включая самую большую в Ирландии (1365 взрослых птиц) популяцию атлантических тупиков; в 1989 году утёсы были признаны особой защитной территорией.
В июле 2009 года утёсы Мохер были названы среди 28 кандидатов в Семь новых чудес природы. Они показаны во многих кинофильмах, включая фильм «Гарри Поттер и Принц-полукровка» и «Далеко-далеко». На обложке альбома «No Line on the Horizon» группы U2 показан вид на Атлантический океан с этих утёсов.
По устным легендам, к югу от Утёсов расположена волшебная страна Тир на Ног.